# رسوایی داده‌های فیس بوک-کمبریج آنالیتیکا

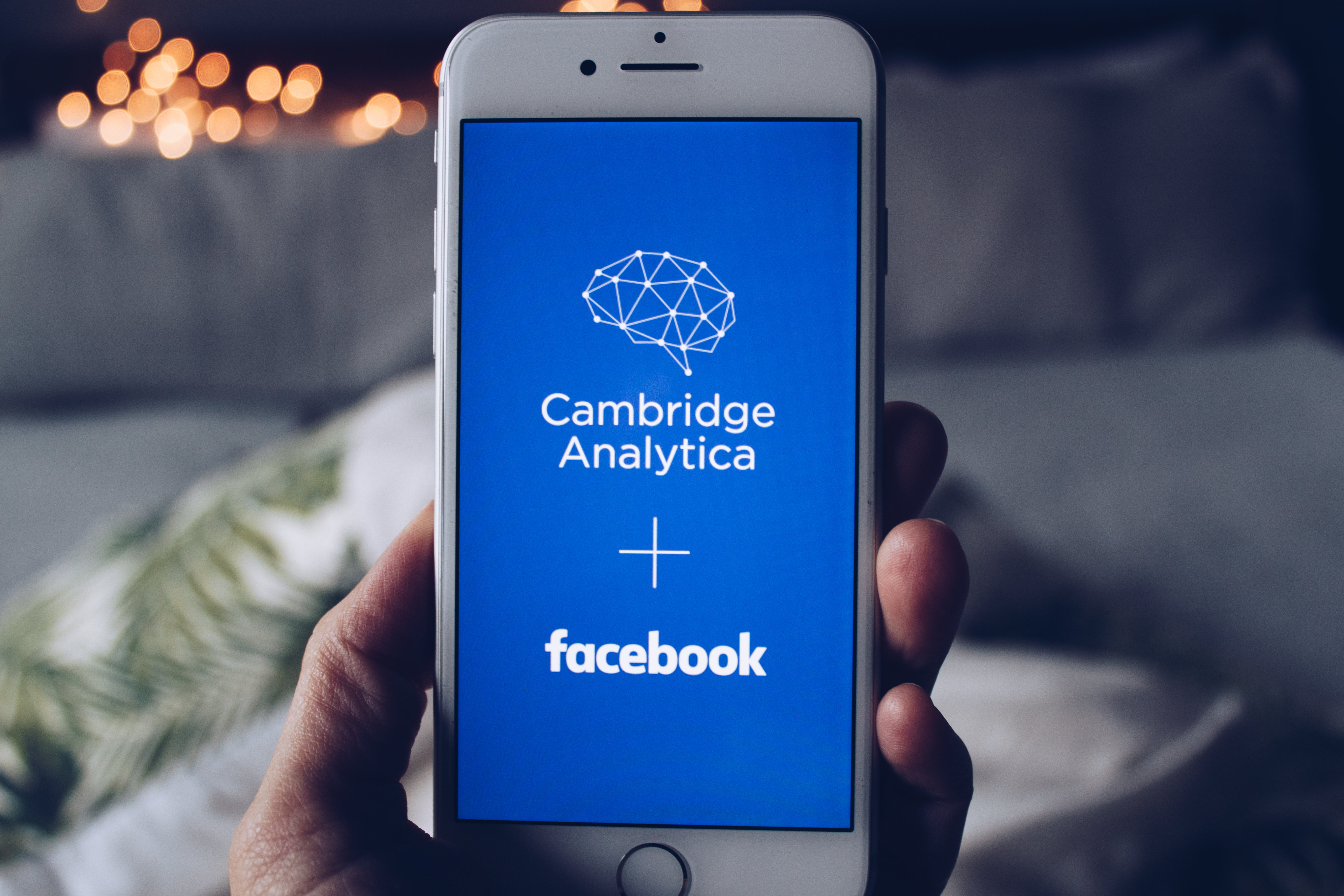
رسوایی داده های فیس بوک و کمبریج انالیتیکا ۲۰۱۳

در دهه ۲۰۱۰، اطلاعات شخصی میلیون‌ها کاربر فیس‌بوک بدون رضایت آنها توسط شرکت مشاوره بریتانیایی کمبریج آنالیتیکا جمع‌آوری شد، که عمدتاً برای کمپین تبلیغات سیاسی استفاده می‌شد.
این داده‌ها از طریق اپلیکیشنی به نام «این زندگی دیجیتالی شماست» که توسط محقق علوم داده، الکساندر کوگان و شرکت او که در سال ۲۰۱۳ تأسیس شده، جمع‌آوری شده بود. این برنامه شامل مجموعه‌ای از سوالات برای ایجاد پروفایل‌های روان‌شناختی روی کاربران بود و اطلاعات شخصی دوستان فیس‌بوک کاربران را از طریق پلتفرم اوپن گراف فیس‌بوک جمع‌آوری می‌کرد. این اپلیکیشن اطلاعات ۸۷ میلیون پروفایل فیس بوک را جمع‌آوری کرده بود. کمبریج آنالیتیکا از داده‌ها برای ارائه کمک‌های تحلیلی به کمپین‌های ریاست‌جمهوری تد کروز و دونالد ترامپ در سال ۲۰۱۶ استفاده کرد. کمبریج آنالیتیکا همچنین به‌طور گسترده به دخالت در همه‌پرسی برگزیت متهم شد، اگرچه تحقیقات رسمی تشخیص داد که این شرکت «فراتر از برخی تحقیقات اولیه» درگیر نبوده و «هیچ نقض قابل توجهی» صورت نگرفته‌است.
اطلاعات مربوط به سوء استفاده از داده‌ها در سال ۲۰۱۸ توسط کریستوفر ویلی، کارمند سابق کمبریج آنالیتیکا، در مصاحبه با گاردین و نیویورک تایمز فاش شد. در پاسخ، فیس بوک به خاطر نقش خود در جمع‌آوری داده‌ها عذرخواهی کرد و مارک زاکربرگ، مدیرعامل آن، در مقابل کنگره شهادت داد. در ژوئیه ۲۰۱۹، اعلام شد که فیس بوک به دلیل نقض حریم خصوصی، قرار است ۵ میلیارد دلار توسط کمیسیون تجارت فدرال جریمه شود. در اکتبر ۲۰۱۹، فیسبوک موافقت کرد که به دلیل قرار دادن اطلاعات کاربران خود در معرض «خطر جدی آسیب»، جریمه ۵۰۰۰۰۰ پوندی به دفتر کمیسر اطلاعات بریتانیا بپردازد. در می ۲۰۱۸، کمبریج آنالیتیکا برای فصل ۷ ورشکستگی اعلام کرد.
آژانس‌های تبلیغاتی چندین سال است که اشکال مختلفی از تست‌های روان‌شناختی را اجرا می‌کنند و فیس‌بوک نیز فناوری مشابهی را در سال ۲۰۱۲ به ثبت رسانده بود. با این وجود، صراحت کمبریج آنالیتیکا در مورد روش‌ها و جهت دهی مشتریانش - از جمله کمپین ترک رأی ترامپ و بریتانیا - چالش‌های هدف‌گیری روانی را که محققان نسبت به آن هشدار داده‌اند، به آگاهی عمومی رساند. این رسوایی باعث افزایش علاقه عمومی به حریم خصوصی و نفوذ رسانه‌های اجتماعی بر سیاست شد. جنبش آنلاین #DeleteFacebook در توییتر ترند شد. برادران روسو در حال تولید فیلمی دربارهٔ این رسوایی هستند که پل بتانی در آن نقش آفرینی می‌کند.